# Сариев, Ануар Берикулы
Ануар Берикулы Сариев (каз. Әнуар Берікұлы Сариев; род. 4 февраля 1992 года, Атырау, Казахстан) — казахстанский дзюдоист-паралимпиец, серебряный призёр летних Паралимпийских игр 2020 в Токио.

## Биография
Окончил факультет физической культуры Атырауского государственного университета. Начал заниматься дзюдо с детского возраста, до травмы попадал в состав сборной Казахстана, принимал участие в сборах. В результате автокатастрофы получил травму глаза.
На летних Паралимпийских играх 2016 года в Рио-де-Жанейро Ануар Сариев в весовой категории до 60 кг в четвертьфинале уступил азербайджанцу Рамину Ибрагимову. В утешительном турнире победил аргентинца Эдуардо Гауто, а затем уступил уругвайцу Хенри Боргесу и не прошёл в матч за бронзовую медаль.
27 августа 2021 года в Токио на летних Паралимпийских играх 2020 Ануар Сариев выступал вновь в весовой категории до 60 кг. В четвертьфинале победил монгольского дзюдоиста Ядамдорджа Сухбаатара, в полуфинале — венесуэльца Маркоса Денниса Бланко, в финале уступил азербайджанскому спортсмену Вугару Ширинли и получил серебряную медаль Паралимпиады-2020.

## Спортивные результаты
| Год  | Турнир                          | Место проведения | Категория    | Место |
| ---- | ------------------------------- | ---------------- | ------------ | ----- |
| 2014 | Чемпионат мира                  | Колорадо-Спрингс | До 60 кг     | 18    |
| 2016 | Летние Паралимпийские игры 2016 | Рио-де-Жанейро   | До 60 кг     | 7     |
| 2018 | Азиатские Параигры 2018         | Джакарта         | До 60 кг     | 5     |
| 2018 | Чемпионат мира                  | Одивелаш         | До 60 кг     | 16    |
| 2021 | Летние Паралимпийские игры 2020 | Токио            | До 60 кг     | 2     |
| 2023 | Азиатские Параигры 2022         | Ханчжоу          | До 60 кг, J2 | 3     |

## Награды
- Орден «Парасат» (6 сентября 2021 года)[4]